# Daniella Sarahyba
Daniella Sarahyba (Rio de Janeiro, 8 juli 1984) is een Braziliaans topmodel.
Daniella Sarahyba werd geboren in Rio de Janeiro. Haar moeder, Mara Lúcia Sarahyba, was ook een model in Brazilië. Al toen ze drie dagen oud was poseerde zij samen met haar moeder op de omslag van het Braziliaanse blad Pais & Filhos. Ze begon op de leeftijd van 12 met het modelleren. Haar vader is van Spaanse en Braziliaanse afkomst en haar moeder Libanees.
Daniella Sarahyba stond in alle Sports Illustrated Swimsuit Issue van 2005 tot aan 2010 en heeft anno 2011 een contract met H&M, Spiegel en Benetton.
Op 6 september 2007 trouwde Daniella Sarahyba met Wolff Klabin.